# Івіян Свржняк
Івіян Свржняк (хорв. Ivijan Svržnjak, 2 серпня 2001, Копривниця) — хорватський футболіст, атакувальний півзахисник та нападник клубу «Львів».

## Кар'єра

### «Динамо» (Загреб)
Починав займатися футболом в академії футбольного клубу «Копривниця» з однойменного рідного міста. У серпні 2015 року перейшов до структури клубу «Славен Белупо», де через рік став виступати в юнацькій команді до 17 років. У липні 2017 року перейшов до загребського «Динамо» (Загреб), де також став виступати за команду до 17 років. 2018 року почав виступати за команду до 19 років. У її складі в тому числі грав в Юнацькій лізі УЄФА, провівши 2 матчі.
У березні 2019 року також став залучатися до ігор другої команди клубу, за яку дебютував 10 березня 2019 року проти клубу «Бієло-Брдо», вийшовши на заміну на 71 хвилині.
Влітку 2020 року футболіст почав тренуватися із другою командою загребського клубу. Перший матч зіграв 23 серпня 2020 проти клубу «Хайдук II», вийшовши на поле на 76 хвилині. Футболіст одразу ж закріпився в основній команді клубу. Дебютний гол за клуб забив 19 жовтня 2020 в матчі проти клубу «Осієк II». За підсумком сезону в активі футболіста було 2 результативні передачі та 4 забиті голи.
Новий сезон футболіст почав з матчу 14 серпня 2021 року проти клубу «Бієло-Брдо», вийшовши на заміну на 72 хвилині, а на 6 доданій хвилині відзначився забитим голом. Протягом сезону футболіст був одним із основних гравців, проте переважно з'являвся на полі з лави запасних. За першу половину Другої ліги футболіст зіграв у 11 матчах, під час яких зміг відзначитись своїм єдиним забитим голом.

#### Оренда в «Славен Белупо»
У лютому 2022 року футболіст на правах орендної угоди вирушив до «Славена Белупо» до кінця сезону з опцією можливого викупу. Дебютував за клуб 10 квітня 2022 року в матчі проти клубу «Осієк». Всього гравець провів за клуб 4 матчі у вищому хорватському дивізіоні та після закінчення орендної угоди залишив клуб. Потім у липні 2022 року футболіст також залишив загребське «Динамо» і отримав статус вільного агента.

### «Фужинар»
У вересні 2022 року футболіст на правах вільного агента поповнив лави словенського клубу «Фужинар». Дебютував за клуб 21 вересня 2022 року в матчі Кубка Словенії проти клубу «Марибору» (Табор). Перший матч у Другій лізі Словенії зіграв 25 вересня 2022 року проти клубу «Бріньє», де футболіст також відзначився забитим голом. Футболіст одразу ж закріпився в основній команді клубу, став одним із ключових гравців. За першу половину сезону футболіст відзначився за клуб 5 забитими голами у всіх турнірах, а також результативною передачею.

### «Львів»
У лютому 2023 року футболіст перейшов до українського «Львова», з яким підписав контракт до кінця червня 2024 року. Сума трансферу склала близько 75 тисяч євро. Дебютував за клуб 6 березня 2023 року в матчі проти «Минаю», вийшовши на поле у стартовому складі.

## Міжнародна кар'єра
З 2015 року виступав за юнацькі збірну Хорватії до 14, 15 та 16 років.
У липні 2017 року отримав виклик до юнацької збірної Хорватії до 17 років. Дебютував за цю збірну 29 липня 2017 року у товариському матчі проти збірної Словаччини. У жовтні 2017 року та березні 2018 року разом зі збірною вирушив на кваліфікаційні матчі юнацького чемпіонату Європи до 17 років.
Згодом у 2018—2019 роках грав за юнацьку збірну Хорватії до 18 років, забивши 1 гол у 9 іграх.